# Безжалісний
Безжалісний (англ. Relentless) — американський трилер 1989 року режисера Вільяма Лустіга.

## Сюжет
Виключений з Поліцейської академії Лос-Анджелеса через психічну нестабільність Бак Тейлор починає мстити, холоднокровно вчиняючи низку кривавих убивств, упевнено використовуючи знання, здобуті в академії. Поліція Лос-Анджелеса поставлена в глухий кут серією жорстоких злочинів: єдиний ключ до їх розгадки — сторінки, вирвані з телефонної книги, і дивний принцип, за яким убивають жертв. Рішучий детектив Сем Дітц умовляє цинічного ветерана поліції Сема Маллоя ґрунтовно взятися за цю складну справу. Напарники вступають у смертельну гру з витонченим психопатом, який пристрасно жадає довести свій моторошний план до кінця.

## У ролях
| Актор               | Роль                          |
| ------------------- | ----------------------------- |
| Джадд Нельсон       | Артур «Бак» Тейлор            |
| Роберт Лоджа        | Білл Маллой                   |
| Лео Россі           | Сем Дітц                      |
| Мег Фостер          | Керол Дітц                    |
| Патрік О'Брайан     | Тодд Артур                    |
| Кен Лернер          | Артур                         |
| Мінді Сіджер        | Франсін                       |
| Енджел Томпкінс     | Кармен                        |
| Роберт Мадрід       | смаглявий поліцейський        |
| Бо Старр            | Айк Тейлор                    |
| Харріет Холл        | Анжела Тейлор                 |
| Френк Пеше          | Марра                         |
| Рон Тейлор          | капітан Блейклі               |
| Рой Броксміт        | коронер                       |
| Дж. Смоукі Кемпбелл | Террелл                       |
| Метт Болдюк         | юний Бак (7 років)            |
| Лу Бонакі           | черговий сержант              |
| Едвард Банкер       | Кардоза                       |
| Майкл Френсіс Кларк | Ерні                          |
| Ней К. Дорсі        | ліфтер                        |
| Джо Флуд            | Art Wicker                    |
| Джордж «Бак» Флауер | старий                        |
| Джордж Галло        | медичний експерт              |
| Джон Ф. Гофф        | доктор Парк                   |
| Джон Грін           | детектив капітан              |
| Пол Хертцберг       | фотограф поліції              |
| Джон Хома           | Спенсер                       |
| Елізабет Ламберт    | Рене                          |
| Майкл Лепард        | круглолиций поліцейський      |
| Джейсон Лустіг      | оператор комп'ютерного набору |
| Вільям Лустіг       | поліцейський 2                |
| Вік Манні           | детектив                      |
| Арман Мастрояні     | поліцейський                  |
| Брендан Райан       | Корі Дітц                     |
| Лаура Трейсі        | молода мати                   |
| Інгрід Ван Дорн     | лаборант                      |
| Ден Фогель          | Фурілло                       |
| Майкл Кейт Вудс     | чорний поліцейський           |
| Майкл Вейнер        | юний Бак (12 років)           |
| Патрік Брок         | водій                         |